# 源忠宗
源 忠宗（みなもと の ただむね）は、平安時代後期の武士。

## 略歴
源義家（八幡太郎）の跡取りだった四男（三男）の源義忠の三男。飯富源太。内舎人（「尊卑分脈」）。正しくは「飫富」であるが、飯富と書かれることが多い。「尊卑分脈」には子孫が見えず、中世の飯富氏との関係は不詳である。